# Neptis dike
Neptis dike är en fjärilsart som beskrevs av Hans Fruhstorfer 1908. Neptis dike ingår i släktet Neptis och familjen praktfjärilar. Inga underarter finns listade i Catalogue of Life.